# شركة صناعات المروحيات الإيرانية
تم تأسيس شركة صناعات المروحيات الإيرانية (صها) أو (IACI) أو بالفارسية (صها مخفف فارسی صنایع هواپیمایی ایران) في عام 1961 بشكل أساسي للإصلاحات الرئيسية لطائرات مقاتلة وركاب وطائرات دعم جوي وهي تابعة لمنظمة صناعات الطيران الإيرانية. مع مرور الوقت، أصبحت جزءا هاما من ايران صناعة الطيران الصورة. في عام 1998، بدأ العلماء والخبراء الإيرانيون في تصميم وهندسة وتصنيع أجزاء المحرك المعقدة، وأجزاء الطائرات، وتصنيع محركات التوربينات مثل طلوع -4 .
تعمل حاليًا على محركات دعم توربو تسمى TV-3 لطائرات أنتونوف أن-140.
الإنجازات:
- إنتاج 100٪ مصنوعة الإيراني المروحي المحرك النفاث MD-80 فئة في عام 2014، مقارنة إلى برات آند ويتني جيه تي 8 دي -219 المحرك النفاث
- الإنتاج الضخم لمحرك الطائرة النفاثة طلوع-4
- القدرة على إصلاح الطائرات مثل بوينج 747 [1]
- محرك Owj (Zenith) ، GE J85، J79
- اصلاح محركات دارت
- بناء خطوط إصلاح لإصلاح المحركات الثقيلة مثل Astazo (Turbomeca Astazou) و F و Solar.
- TV3S ، AL- ، RD33 93 ، AI D- MS ، D30

## روابط خارجية
- اصلاح طائرة اير اير بوينج 747 - يوتيوب فيديو
- إيران كيش إير 7 تظهر محرك توربيني إيراني مصنع JT8D-219 - فيديو يوتيوب